# Попков Борис Захарович
Бори́с Заха́рович Попко́в (10 липня 1921, Осторожноє — 18 січня 1987, Київ) — радянський офіцер, льотчик-випробувач Новосибірського авіаційного заводу, Герой Радянського Союзу, полковник.

## Життєпис
Народився 10 липня 1921 року в селі Осторожноє (нині Дзержинського району Калузької області). У 1940 закінчив 10 класів і Пролетарський аероклуб Москви.
В Червоній армії з червня 1940 року. До листопада 1940 року навчався у Стрийській військовій авіаційній школі льотчиків, у 1940—1941 роках — у Фастівській військовій авіаційній школі льотчиків. У 1941 році закінчив Чернігівську військову авіаційну школу льотчиків, залишений в ній льотчиком-інструктором.
У 1946—1947 роках — льотчик-інструктор Вищої офіцерської школи повітряного бою в Люберцях. У 1947—1948 роках — льотчик-інструктор Навчально-методичного Центру ВПС у селищі Сеймі Горьковської області. У 1950 році закінчив Школу льотчиків-випробувачів.
У 1950—1966 роках — льотчик-випробувач авіаційного заводу № 153 у Новосибірську. Підняв у небо і провів випробування головних надзвукових винищувачів МіГ-19 (1955) і Су-11 (1962) цього авіазаводу. Випробував серійні реактивні винищувачі МіГ-15, МіГ-15УТИ, МіГ-17, МіГ-19, Су-9, Су-11, Як-28П та їх модифікації.
У 1966—1976 роках — льотчик-випробувач Київського авіаційного заводу. Випробував серійні турбогвинтові літаки Ан-24, Ан-26, Ан-30 і їх модифікації.
З квітня 1976 року — в запасі. До 1985 року працював інженером-конструктором, головою ДТСААФ Київського авіаційного виробничого об'єднання.

Могила Бориса Попкова

Жив у Києві. Помер 18 січня 1987 року. Похований у Києві, на Лук'янівському військовому кладовищі.

## Звання, нагороди
Заслужений льотчик-випробувач СРСР (1966), полковник (1960).
Нагороджений орденами Леніна (1964), Червоного Прапора (1947), двома орденами Червоної Зірки (1955, 196?), медалями.
Указом Президії Верховної Ради СРСР від 21 серпня 1964 року за мужність і героїзм, проявлені при випробуванні нової авіаційної техніки, льотчику-випробувачу, полковнику Борису Захаровичу Попкову присвоєно звання Героя Радянського Союзу з врученням ордена Леніна і медалі «Золота Зірка» (№ 11215).